# Rodrigo Moreno Machado
Rodrigo Moreno Machado, född 6 mars 1991, mer känd som Rodrigo, är en spansk fotbollsspelare (anfallare) som spelar för qatariska Al-Rayyan.

## Klubbkarriär
Den 29 augusti 2020 värvades Rodrigo av Leeds United, där han skrev på ett fyraårskontrakt. Den 13 juli 2023 värvades Rodrigo av qatariska Al-Rayyan.

## Landslagskarriär
Rodrigo debuterade för Spaniens landslag den 12 oktober 2014 i en 4–0-vinst över Luxemburg. Han byttes in i den 82:a minuten mot Diego Costa och assisterade till matchens sista mål som gjordes av Juan Bernat.